# Kevin Healey
Kevin Healey est un militant pour les droits de la personne autiste. Il mène également des campagnes contre le harcèlement scolaire.

## Activisme dans l'autisme
En 2001, Healey a fondé la North Staffordshire Asperger's & Autism Association  (NSAAA). En 2007, il a fondé la  Staffordshire Adults Autistic Society (SAAS), qui fournit un soutien aux adultes avec autisme, y compris par des activités telles que des sorties ainsi que des programmes éducatifs et un service d'assistance, En 2010, il a lancé une campagne intitulée « It's Time For Change — Stand-up For Autism » (Il est temps pour le changement — levons-nous pour l'autisme), qui vise à améliorer la réponse aux besoins des personnes avec autisme et de leurs familles au Royaume-Uni. Cette campagne a reçu le soutien de deux membres du Parlement et du public, et Healey remis une pétition au bureau du Premier Ministre, signée par 4 000 personnes en faveur d'une extension des services et du financement. Il a également été un ambassadeur, ainsi qu'administrateur et trésorier, pour la National Autistic Society, qui est le plus grand organisme de bienfaisance lié à l'autisme au Royaume-Uni,,.